# Edam (Saskatchewan)
Edam es un pueblo canadiense situado en la provincia de Saskatchewan.

## Superficie
Edam tiene una superficie de 1,14 km².

## Demografía
En 2021, tenía 476 habitantes, una densidad poblacional de 418,1 hab./km², y 234 viviendas.